# Ruminghem
Ruminghem là một xã trong tỉnh Pas-de-Calais, vùng Hauts-de-France của Pháp.

## Địa lý
Ruminghem có cự ly khoảng 10 miles (16 km) về phía bắc Saint-Omer trên đường D217.

## Dân số
| 1962                                                              | 1968 | 1975 | 1982 | 1990 | 1999 | 2006 |
| ----------------------------------------------------------------- | ---- | ---- | ---- | ---- | ---- | ---- |
| 924                                                               | 968  | 927  | 1019 | 1120 | 1163 | 1449 |
| Số liệu điều tra dân số tính từ năm 1962, dân số chỉ tính một lần |      |      |      |      |      |      |

## Địa điểm nổi bật
- Nhà thờ St.Martin, thế kỷ 18.